# ماساهيرو آبي
ماساهيرو آبي (باليابانية: 阿部真宏؛ بالكانا: あべ まさひろ) هو لاعب كرة قاعدة ياباني، ولد في 12 مايو 1978 في تاكاتسو-كو في اليابان.

## وصلات خارجية
- ماساهيرو آبي على موقع الدوري الياباني لكرة القاعدة (الإنجليزية)
- ماساهيرو آبي على موقعبيزبول رفرنس.كوم (الدوري الثانوي) (الإنجليزية)